# Huttenheim
Huttenheim è un comune francese di 2 500 abitanti situato nel dipartimento del Basso Reno nella regione del Grand Est.

## Società

### Evoluzione demografica
Abitanti censiti